# 近藤洋逸
近藤 洋逸（こんどう よういつ、1911年（明治44年）3月30日 - 1979年（昭和54年）5月22日）は、日本の数学史家、科学思想史家。元岡山大学法文学部教授。岡山大学名誉教授。文学博士。

## 略歴
岡山県に生まれる。岡山県立第一中学（現・岡山朝日高等学校）京都帝国大学文学部哲学科に入学。田辺元に師事する。その後東北大学に理科学生として在籍する。
昭和高等商業学校、第六高等学校で教授を務めた後、1952年（昭和27年）より岡山大学法文学部教授となった。
1946年（昭和21年）にゲーデルの赤い本を翻訳して出版した。

## 著書

### 単著
- 『幾何学思想史　非ユークリツド幾何学リーマン幾何学を主題として』伊藤書店、1946年。
- 『数学思想史序説』三一書房、1947年。
- 『近代数学史論』白東書館、1948年。
- 『初等数学の歴史』岩崎書店〈学生の数学文庫 1〉、1952年。
- 『デカルトの自然像』岩波書店、1959年。
- 『新幾何学思想史』三一書房、1966年。 - 近藤(1946)の改訂版。
  - 『新幾何学思想史』筑摩書房〈ちくま学芸文庫〉、2008年10月8日。ISBN 978-4-480-09163-5。
- 『数学の誕生　古代数学史入門』現代数学社、1977年6月。

### 共著
- 黒田孝郎、近藤洋逸共著 著、菅井準一ほか編 編『科学史大系 第10巻 数学史　数と図形の研究』中教出版、1953年。
- 近藤洋逸、藤原佳一郎共著『科学思想史』青木書店〈現代哲学全書〉、1959年。
- 近藤洋逸、好並英司『論理学概論』岩波書店、1964年。
- 近藤洋逸、好並英司『論理学入門』岩波書店〈岩波全書 311〉、1979年1月。

### 論説
- 「数学と社会」『新初等数学講座 第5巻 数学の応用第2』生活百科刊行会、1955年 - 1956年。
  - 「数学と社会」『新初等数学講座 第7巻 数学の応用第3』ダイヤモンド社、1962年 - 1963年。
- 小堀憲編 編「十八世紀自然観の性格」『十八世紀の自然科学』恒星社厚生閣、1957年。
- 日本科学史学会編 編「科学革命における数学の役割」『科学革命』森北出版、1961年。
- 三宅剛一編 編「幾何学と空間」『現代哲学における人間存在の問題』岩波書店、1968年。
- 星野芳郎編集・解説 編「リーマン幾何学成立の背景（抄）」『戦後日本思想大系 9 科学技術の思想』筑摩書房、1971年。
- 「解説」『小倉金之助著作集 1 数学の社会性』勁草書房、1974年。

### 編著
- 近藤洋逸編 編『数学の歴史』毎日新聞社〈毎日ライブラリー〉、1953年。
- 坂田昌一・近藤洋逸編 編「近代の自然観」『岩波講座哲学 第6 自然の哲学』岩波書店、1968年。
- 近藤洋逸編 編『数学の歴史』毎日新聞社、1970年。

### 翻訳
- クルト・ゲーデル『数学基礎論　撰出公理及び一般連続仮説の集合論公理との無矛盾性』近藤洋逸訳、伊藤書店〈翻訳学術論叢 4〉、1946年4月15日。 - Gödel(1940)の日本語訳。日本語訳の表紙は赤くない。
- リーマン 著「幾何学の基礎をなす仮説について」、湯川秀樹・井上健責任編集 編『世界の名著 65 現代の科学 1』近藤洋逸訳、中央公論社、1973年。
  - リーマン 著「幾何学の基礎をなす仮説について」、湯川秀樹・井上健責任編集 編『世界の名著 79 現代の科学 1』近藤洋逸訳、中央公論社〈中公バックス〉、1979年7月。

### 著作集
- 佐々木力編 編『近藤洋逸数学史著作集 第1巻 幾何学思想史』日本評論社、1994年7月。ISBN 4-535-60801-6。
- 佐々木力編 編『近藤洋逸数学史著作集 第2巻 数学思想史序説』日本評論社、1994年7月。ISBN 4-535-60802-4。
- 佐々木力編 編『近藤洋逸数学史著作集 第3巻 数学の誕生・近代数学史論』日本評論社、1994年9月。ISBN 4-535-60803-2。
- 佐々木力編 編『近藤洋逸数学史著作集 第4巻 デカルトの自然像』日本評論社、1994年9月。ISBN 4-535-60804-0。
- 佐々木力編 編『近藤洋逸数学史著作集 第5巻 数学史論』日本評論社、1994年10月。ISBN 4-535-60805-9。